# Państwo unitarne
     Państwa unitarne
     Państwa federalne

Polska z wojewódzkim podziałem administracyjnym, przykład państwa unitarnego

Państwa unitarne
Państwa federalne

Państwo unitarne – forma państwa, charakteryzująca się wewnętrzną jednolitością. Wszystkie jednostki administracyjne wchodzące w skład państwa są tak samo zorganizowane i podporządkowane organom centralnym, które określają ich ustrój i właściwość.
Państwa unitarne można podzielić na państwa scentralizowane i zdecentralizowane:
- Ustrój scentralizowany charakteryzuje się wyznaczaniem lokalnych urzędników przez rząd centralny, który sprawuje zwierzchnią władzę nad organami regionalnymi.
- Ustrój zdecentralizowany ma miejsce, gdy organy regionalne są formowane niezależnie od rządu i istnieje dobrze rozwinięty samorząd terytorialny o znacznych kompetencjach, a władza centralna zastrzega sobie prawo do podejmowania tylko najważniejszych decyzji.